# Distretto di Taishan
Il distretto di Taishan (泰山区S, Tàishān QūP) è un distretto della Cina, situato nella provincia dello Shandong e amministrato dalla prefettura di Tai'an.